# Point d'Apollonius d'un triangle
En géométrie euclidienne, le point Apollonius d'un triangle est un centre du triangle noté X(181) dans l'Encyclopédie des centres de triangle (ETC) de Clark Kimberling. Il est défini comme le point de concours des trois droites joignant un sommet du triangle au point de contact entre le cercle exinscrit opposé et le cercle d'Apollonius tangent extérieurement aux trois cercles exinscrits.
La solution du problème des cercles d’Apollonius est connue depuis des siècles. Mais le point d'Apollonius n'a été découvert qu'en 1987 ,.

## Définition

Considérons les cercles exinscrits EA, EB, EC d'un triangle ABC opposés aux sommets A, B, C respectivement. Soient  {\displaystyle A',B',C'}les points de contact du cercle E tangent extérieurement aux trois cercles exinscrits EA, EB, EC . Les droites {\displaystyle (AA'),(BB'),(CC')} sont concourantes et leur point de concours est appelé le point d'Apollonius de ABC .
Une démonstration se trouve dans .
Le problème d'Apollonius consiste en la construction d'un cercle tangent à trois cercles donnés dans un plan. En général, il y a huit cercles solutions. Le cercle E mentionné dans la définition ci-dessus est l'un des huit cercles tangents aux trois cercles exinscrits du triangle ABC. Dans l'Encyclopédie des centres de triangle, le cercle E est appelé le cercle d'Apollonius de ABC.

## Coordonnées trilinéaires
Les coordonnées trilinéaires homogènes du point Apollonius sont données par 
{\displaystyle {\begin{array}{ccccc}&\displaystyle \left({\frac {a(b+c)^{2}}{b+c-a}}:\displaystyle {\frac {b(c+a)^{2}}{c+a-b}}:\displaystyle {\frac {c(a+b)^{2}}{a+b-c}}\right)\\[4pt]=&\left(\sin ^{2}\!A\,\cos ^{2}{\frac {B-C}{2}}:\sin ^{2}\!B\,\cos ^{2}{\frac {C-A}{2}}:\sin ^{2}\!C\,\cos ^{2}{\frac {A-B}{2}}\right)\end{array}}}